# ارتم کولیشنکو

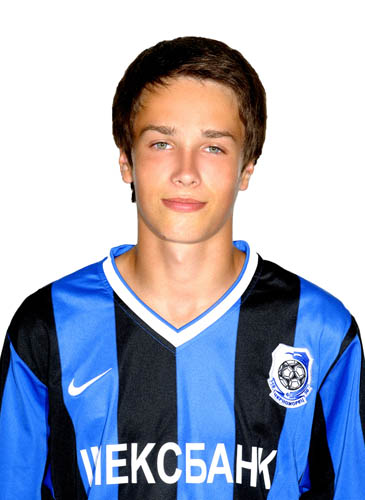
ارتم کولیشنکو در سال ۲۰۱۰

ارتم کولیشنکو (اوکراینی: Артем Русланович Кулішенко؛ زادهٔ ۱۵ آوریل ۱۹۹۴) بازیکن فوتبال اهل اوکراین است.
از باشگاه‌هایی که در آن بازی کرده‌است می‌توان به باشگاه فوتبال چورنومورتس اودسا اشاره کرد.
وی همچنین در تیم ملی فوتبال Ukraine-17 بازی کرده‌است.